# Gilchrist County
Gilchrist County is een county in de Amerikaanse staat Florida.
De county heeft een landoppervlakte van 904 km² en telt 14.437 inwoners (volkstelling 2000). De hoofdplaats is Trenton.

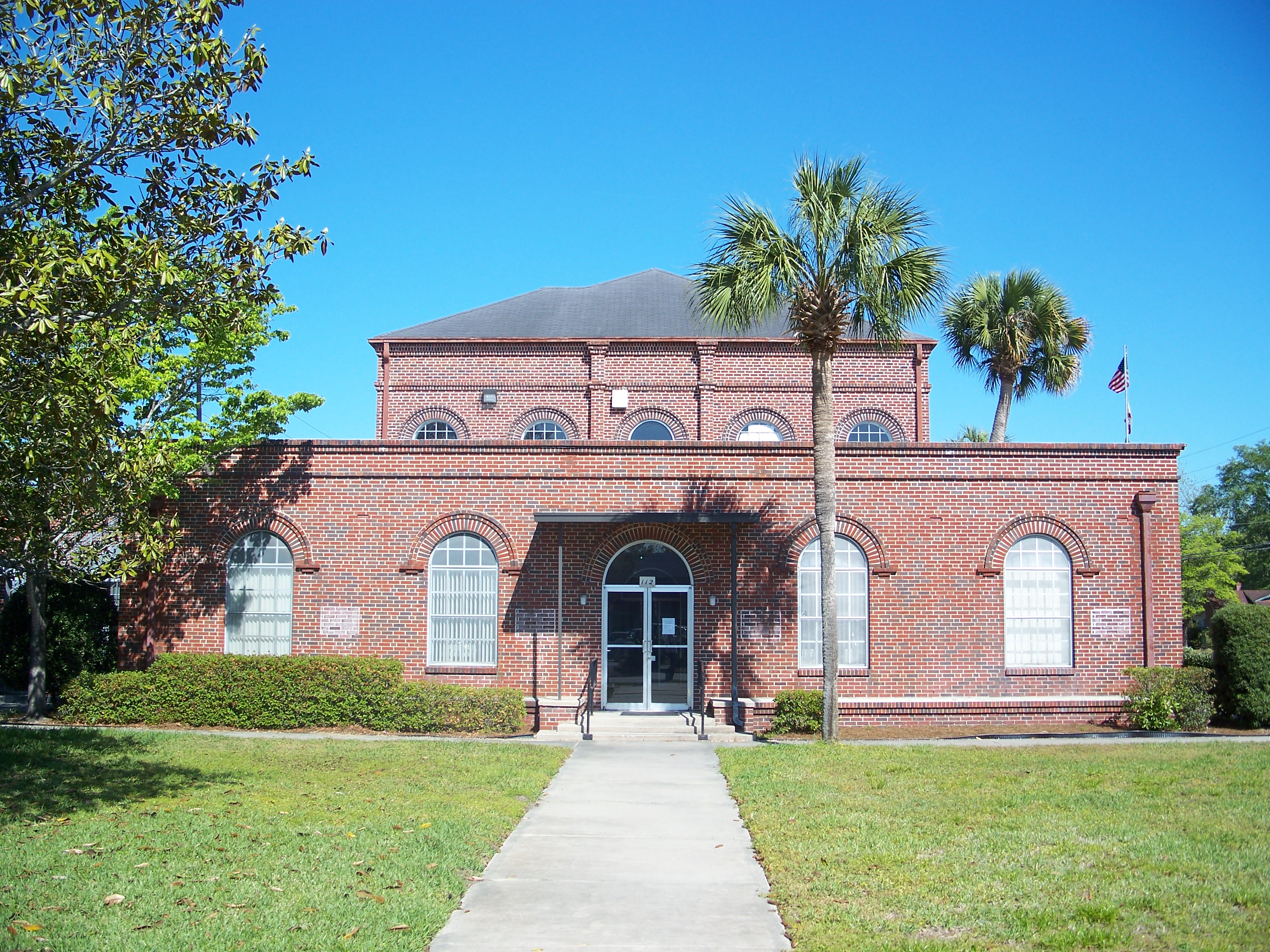
Gilchrist County Courthouse